# Anoectangium sellae
Anoectangium sellae är en bladmossart som beskrevs av Negri 1908. Anoectangium sellae ingår i släktet Anoectangium och familjen Pottiaceae. Inga underarter finns listade i Catalogue of Life.